# Igney (Meurthe-et-Moselle)
Igney é uma comuna francesa na região administrativa de Grande Leste, no departamento de Meurthe-et-Moselle. Estende-se por uma área de 4,71 km². Em 2010 a comuna tinha 129 habitantes (densidade: 27,4 hab./km²).